# GO-NET
GO-NET（ご ねっと）は、ネット碁のシステム。千葉県松戸市に本社をおく株式会社アイ・システムが運営していた。日本棋院が推薦、技術協力。

## 歴史
1987年7月、ソニービルでMSX用タイトルの『囲碁倶楽部』を発表。
同年9月、千葉県松戸市にGO-NETセンターを開設。
1988年、『囲碁倶楽部』発売。
1991年7月、芮廼偉によるGO-NETでの指導碁を開始。
1992年7月、セガ・エンタープライゼスが1988年に発売したゲーム機、メガドライブ向けに『GO-NET』発売。
1993年1月、「GO-NET本場所」を開催。2021年までの同大会で井山裕太や安斎伸彰、向井千瑛など、その後棋士となる人材が多く参加した。
2021年8月、サービス終了。

## サービス
一般対局、番付形式による年4回の本場所、リーグ戦による順位付け、段級位別の月例トーナメント戦、昇段戦、県対抗のチーム戦、初心者のためのわかばリーグなどの対局システムがある。対局者は実名で利用することが特徴。プロ棋士の井山裕太は入段前に、師の石井邦生との指導対局で利用していた。2006年には井山裕太と会員5人による打ち込み五番勝負を実施。
緑星囲碁学園通信部の制度があり、学園生同士の対局、学園出身プロ棋士による指導対局ができる。
2001-02年に20歳以下の若手プロ棋士によるトーナメント「GO-NET杯新星戦」を開催。優勝者は川田昇平初段（当時）。大会の模様は「碁ワールド」誌2002年1-7月号にも連載された。

## 他の活動
日本青少年囲碁協会の活動に協力し、アイ・システム社が事務局となっている。アイシステム社のある千葉県松戸市で碁会所「GO-NET囲碁サロン」も経営。